# Jean-Marie Morisset
Pour les articles homonymes, voir Morisset.
Jean-Marie Morisset, né le 18 août 1947 à Parthenay (Deux-Sèvres), est un homme politique français.

## Biographie
Il est élu député le 16 juin 2002, pour la XIIe législature (2002-2007), dans la circonscription des Deux-Sèvres (3e). Il fait partie du groupe UMP.
Il est réélu député en juin 2007 et ne se représente pas en juin 2012.
Il est élu conseiller municipal de Mazières-en-Gâtine lors des élections municipales de 2014 (premier adjoint).
Il est élu sénateur des Deux-Sèvres le 28 septembre 2014, avec 50,29% des voix au 2e tour.
Il soutient Bruno Le Maire pour la primaire présidentielle des Républicains de 2016. En septembre 2016, il est nommé avec plusieurs personnalités membre du comité politique de la campagne.
Il décide de ne pas se représenter aux élections sénatoriales de 2020.

## Mandats
- 02/10/1988 - 12/07/2000 : Vice-président du conseil général des Deux-Sèvres
- 12/07/2000 - 20/03/2008 : Président du conseil général des Deux-Sèvres
- 02/04/1993 - 19/06/2012 : Député
- 03/10/1988 - 29/03/2015 : Conseiller général des Deux-Sèvres
- 01/10/2014 - 30/09/2020 : Sénateur

## Décoration
- Chevalier de la Légion d'honneur (2025)[4].